# Perilestes fragilis
Perilestes fragilis là loài chuồn chuồn trong họ Perilestidae. Loài này được Hagen in Selys mô tả khoa học đầu tiên năm 1862.